# Літень (Моара, Сучава)
Літень, Літені (рум. Liteni) — село у повіті Сучава в Румунії. Входить до складу комуни Моара.
Село розташоване на відстані 348 км на північ від Бухареста, 10 км на південний захід від Сучави, 115 км на північний захід від Ясс.

## Населення
За відомостями перепису населення 2002 року у селі проживали 726 осіб, усі — румуни. Усі жителі села рідною мовою назвали румунську.